# Pájaros de verano
Pájaros de veranoés una pel·lícula dramàtica colombiana de 2018 dirigida per Cristina Gallego i Ciro Guerra, protagonitzada per Carmiña Martínez, Natalia Reyes i José Acosta. Va ser seleccionada per a obrir l'edició No. 50 de la Quinzena de Directors al 71è Festival Internacional de Cinema de Canes de 2018. La pel·lícula, ambientada entre les dècades de 1960 i 1980, narra l'ascens i la caiguda d'una família wayuú producte de la bonança marimbera.
Pájaros de verano va rebre el premi de la millor pel·lícula al Festival de Biarritz Amérique Latine en 2018, premi que atorga set mil euros per a distribuir la cinta a França.
La cinta va ser triada per a representar a Colòmbia en la 91a edició dels Premis Óscar en la categoria Millor pel·lícula de parla no anglesa, on va aconseguir conformar el grup de les nou preseleccionades.

## Sinopsi
La bonança marimbera, el lucratiu negoci de la venda de marihuana als Estats Units, va ser un presagi del que marcaria a un país per dècades. En la Guajira, una família wayúu viurà les desastroses conseqüències del xoc entre l'ambició i l'honor. La seva cultura, les seves tradicions i les seves vides es veuran amenaçades per una guerra entre dues tribus wayúu, les conseqüències de les quals seran incontrolables.

## Repartiment
- Carmiña Martínez - Úrsula
- Natalia Reyes - Zaida
- José Acosta - Rapayet
- John Narváez - Moisés
- José Vicente Cotes - Peregrino (El Palabrero)
- Juan Bautista - Aníbal
- Greider Meza - Leonidas

## Recepció

### Crítica
A Rotten Tomatoes la pel·lícula té un índex aprovatori del 95% sobre la base de 19 revisions amb una qualificació mitjana de 7.9 sobre 10. Metacritic li va fer a la pel·lícula un puntaje mitjana de 86 sobre 100, basat en 10 crítiques que indiquen "aclamació universal".
Alguns crítics l'han comparat favorablement amb pel·lícules de similar temàtica com El Padrí, Scarface i amb la sèrie de televisió The Sopranos. Eric Kohn de Indiewire li va atorgar a la pel·lícula una qualificació B+, referint-se a ella com "un poema simfònic fascinant sobre la identitat fracturada de Colòmbia". Jessica Kiang de The Playlist va afirmar que la pel·lícula està "salvatgement viva, però ens recorda que no importa que moderns siguem, hi ha cançons antigues que els nostres avantpassats coneixien les melodies dels quals encara corren en la nostra sang". Sobre els Wayuu representats en la cinta, va escriure: "els Wayuu aquí no són ni innocents explotats ni salvatges endarrerits, són humans amb instints d'avarícia i rapacitat".
Rodrigo Torrijos de Rolling Stone Colòmbia va lloar la cinta, afirmant que "Projecta la cerca d'imatges potents que s'aferren a la consciència de l'espectador... Per moments el poder visual i una edició precisa són el vehicle narratiu, en uns altres reclama al diàleg explicatiu".

### Comercial
La pel·lícula va ser vista fins avui per 277.000 espectadors.

### Premis
| Organització                 | Categoria                        | Receptor          | Resultat  |
| ---------------------------- | -------------------------------- | ----------------- | --------- |
| Premis Platí                 | Millor direcció d'art            | Angélica Perea    | Guanyador |
| LXI edició dels Premis Ariel | Millor pel·lícula iberoamericana | Pájaros de verano | Guanyador |